# 第76回東京優駿

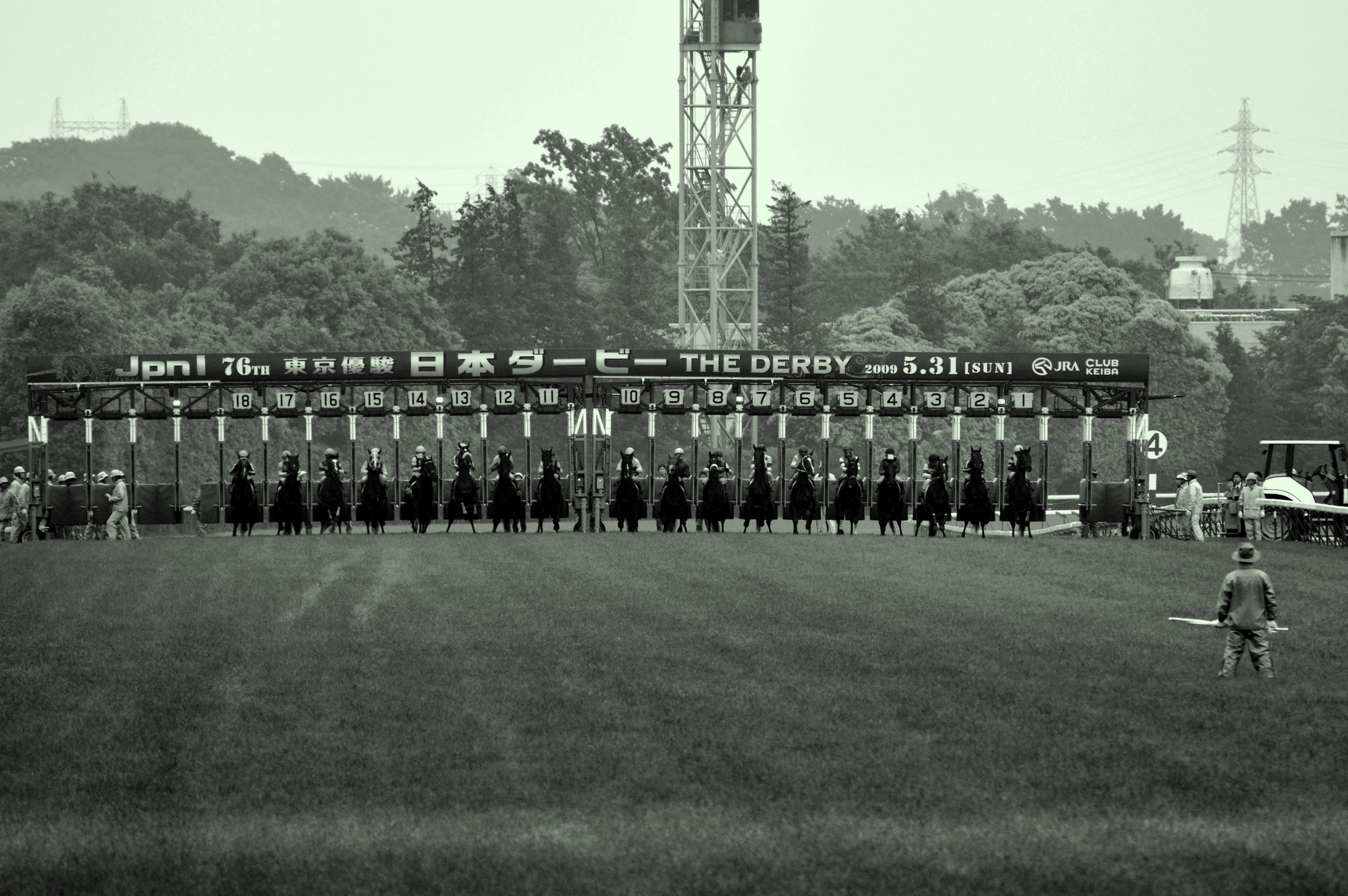
スタートの瞬間

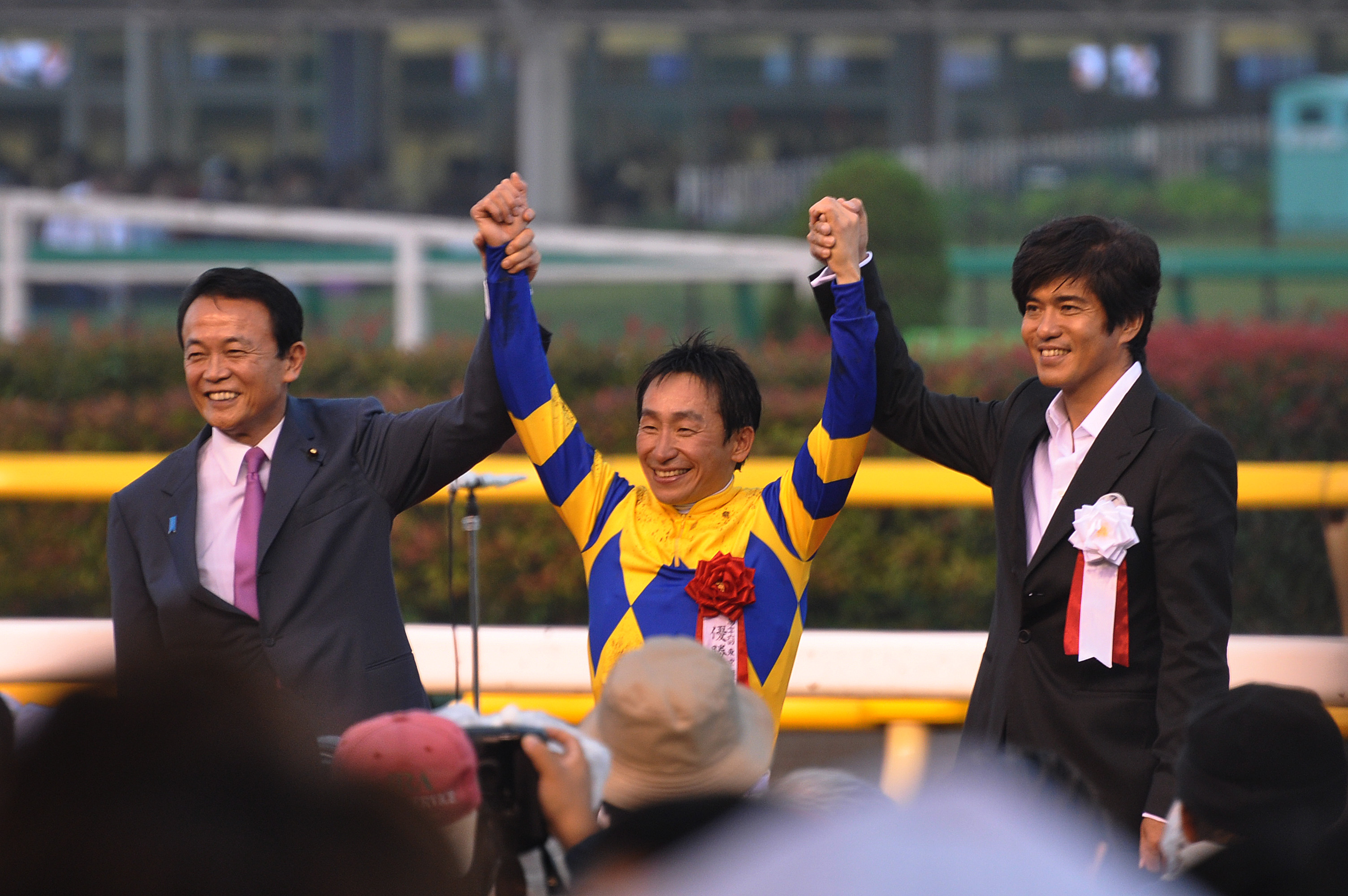
表彰式にて。左から、内閣総理大臣（当時）麻生太郎、勝利騎手の横山典弘、JRAイメージキャラクターの俳優・佐藤浩市

第76回東京優駿（だい76かいとうきょうゆうしゅん）は、2009年5月31日に東京競馬場で施行された競馬の競走である。

## レース施行時の状況
皐月賞前はロジユニヴァース・リーチザクラウン・アンライバルドの3強ムードが漂っていた。しかしレースでは近年稀に見るハイペースによる前崩れの展開になり、先行したリーチザクラウン、ロジユニヴァースはそれぞれ13、14着に敗れ、中団から差したアンライバルドが優勝しダービー最有力候補となった。本競走ではアンライバルドに加え皐月賞2着のトライアンフマーチと3着の2歳王者セイウンワンダー、別路線からはNHKマイルカップをレースレコードで勝利したジョーカプチーノ、トライアルの青葉賞を好タイムで制したアプレザンレーヴらが有力馬としてあがった。
また、本年はベストメンバー以外に故障を発生する有力馬が少なく、賞金が足りずに出走が叶わなかった馬の中で最高額となるのがデルフォイの2000万円であった。なお京都新聞杯優勝馬のベストメンバーは骨折により東京優駿を断念し、それにより騎手としてウオッカ・ディープスカイに続く3連覇を目指していた四位洋文は他に騎乗馬がなく、本競走での記録更新は不可能となった。

### トライアルの結果
第16回青葉賞GII(JpnII)
| 着順 | 競走馬名           | 性齢 | 騎手     | タイム | 着差  |
| ---- | ------------------ | ---- | -------- | ------ | ----- |
| 1    | アプレザンレーヴ   | 牡3  | 内田博幸 | 2:26.2 |       |
| 2    | マッハヴェロシティ | 牡3  | 柴田善臣 | 2:26.4 | 1.1/4 |
| 3    | トップカミング     | 牡3  | 幸英明   | 2:26.5 | 1/2   |

プリンシパルステークス
| 着順 | 競走馬名           | 性齢 | 騎手     | タイム | 着差   |
| ---- | ------------------ | ---- | -------- | ------ | ------ |
| 1    | ケイアイライジン   | 牡3  | 柴田善臣 | 1:59.9 |        |
| 2    | アントニオバローズ | 牡3  | 角田晃一 | 1:59.9 | アタマ |
| 3    | ヒカルマイステージ | 牡3  | 横山典弘 | 1:59.9 | クビ   |

### トライアル以外の主な前哨戦の結果
第57回京都新聞杯GII
| 着順 | 競走馬名           | 性齢 | 騎手     | タイム | 着差 |
| ---- | ------------------ | ---- | -------- | ------ | ---- |
| 1    | ベストメンバー     | 牡3  | 四位洋文 | 2:13.0 |      |
| 2    | デルフォイ         | 牡3  | 武豊     | 2:13.1 | 1/2  |
| 3    | ロードロックスター | 牡3  | 幸英明   | 2:13.3 | 1    |

## 出走馬と枠順
2009年5月31日　第3回東京競馬第4日目　第10競走
天気：曇、馬場状態：不良、発走時刻：15時40分
| 枠番 | 馬番 | 競走馬名           | 性齢 | 騎手     | オッズ        | 調教師     |
| ---- | ---- | ------------------ | ---- | -------- | ------------- | ---------- |
| 1    | 1    | ロジユニヴァース   | 牡3  | 横山典弘 | 7.7（2人）    | 萩原清     |
| 1    | 2    | アプレザンレーヴ   | 牡3  | 内田博幸 | 9.5（4人）    | 池江泰郎   |
| 2    | 3    | フィフスペトル     | 牡3  | 安藤勝己 | 72.8（14人）  | 加藤征弘   |
| 2    | 4    | トップカミング     | 牡3  | 幸英明   | 93.1（17人）  | 境直行     |
| 3    | 5    | マッハヴェロシティ | 牡3  | 柴田善臣 | 87.7（16人）  | 武藤善則   |
| 3    | 6    | ケイアイライジン   | 牡3  | 松岡正海 | 87.6（15人）  | 尾形充弘   |
| 4    | 7    | ナカヤマフェスタ   | 牡3  | 蛯名正義 | 25.1（9人）   | 二ノ宮敬宇 |
| 4    | 8    | ブレイクランアウト | 牡3  | 藤田伸二 | 38.1（11人）  | 戸田博文   |
| 5    | 9    | ジョーカプチーノ   | 牡3  | 藤岡康太 | 21.1（7人）   | 中竹和也   |
| 5    | 10   | アントニオバローズ | 牡3  | 角田晃一 | 23.3（8人）   | 武田博     |
| 6    | 11   | セイウンワンダー   | 牡3  | 福永祐一 | 9.0（3人）    | 領家政蔵   |
| 6    | 12   | リーチザクラウン   | 牡3  | 武豊     | 9.9（5人）    | 橋口弘次郎 |
| 7    | 13   | シェーンヴァルト   | 牡3  | 北村友一 | 70.2（13人）  | 岡田稲男   |
| 7    | 14   | ゴールデンチケット | 牡3  | 川田将雅 | 66.9（12人）  | 森秀行     |
| 7    | 15   | アーリーロブスト   | 牡3  | 三浦皇成 | 113.0（18人） | 本田優     |
| 8    | 16   | トライアンフマーチ | 牡3  | 武幸四郎 | 15.3（6人）   | 角居勝彦   |
| 8    | 17   | アイアンルック     | 牡3  | 小牧太   | 25.2（10人）  | 橋口弘次郎 |
| 8    | 18   | アンライバルド     | 牡3  | 岩田康誠 | 2.1（1人）    | 友道康夫   |

## 当日の競馬場模様
当日の馬場状況は朝からやや重で推移していたが、昼過ぎからのゲリラ豪雨により馬場が急速に悪化。本競走はダイシンボルガードが優勝した1969年以来40年ぶりの不良馬場で行われた。
なお当日は君が代斉唱のために北島三郎が、正賞である内閣総理大臣賞を授与するために当時の内閣総理大臣である麻生太郎が、それぞれ東京競馬場に来場した。

## レース結果

### レース展開
レースはリーチザクラウンがハナをきると思われていたが、ジョーカプチーノが不良馬場の中1000メートル59.9秒のハイペースで逃げ、2番手にリーチザクラウン、それをマークする形でロジユニヴァースが続いた。トライアンフマーチは7・8番手、アンライバルド・セイウンワンダーは後方待機策をとった。
4コーナー手前でジョーカプチーノが失速すると、リーチザクラウンが先頭に立ち直線に入った。直線半ばでロジユニヴァースが内ラチ沿いからリーチザクラウンを交わすと、じわじわと差を広げていき、最後は2着リーチザクラウンに4馬身差でゴールした。3着に5番手を進んでいたアントニオバローズ、4着に後方から追い込んできたナカヤマフェスタが入線した。アンライバルドは不良馬場が堪えたのか伸びることが出来ず、12着に敗れた。

### レース着順
| 着順 | 枠番 | 馬番 | 競走馬名           | タイム | 着差     |
| ---- | ---- | ---- | ------------------ | ------ | -------- |
| 1    | 1    | 1    | ロジユニヴァース   | 2:33.7 |          |
| 2    | 6    | 12   | リーチザクラウン   | 2:34.4 | 4馬身    |
| 3    | 5    | 10   | アントニオバローズ | 2:34.4 | アタマ   |
| 4    | 4    | 7    | ナカヤマフェスタ   | 2:34.5 | 1/2馬身  |
| 5    | 1    | 2    | アプレザンレーヴ   | 2:34.7 | 3/4馬身  |
| 6    | 7    | 13   | シェーンヴァルト   | 2:34.8 | 1/2馬身  |
| 7    | 7    | 14   | ゴールデンチケット | 2:35.0 | 1馬身1/2 |
| 8    | 3    | 5    | マッハヴェロシティ | 2:25.1 | クビ     |
| 9    | 2    | 4    | トップカミング     | 2:35.2 | 1/2馬身  |
| 10   | 3    | 6    | ケイアイライジン   | 2:35.7 | 3馬身    |
| 11   | 2    | 3    | フィフスペトル     | 2:35.9 | 1馬身1/2 |
| 12   | 8    | 18   | アンライバルド     | 2:36.0 | 3/4馬身  |
| 13   | 6    | 11   | セイウンワンダー   | 2:36.3 | 1馬身3/4 |
| 14   | 8    | 16   | トライアンフマーチ | 2:37.5 | 7馬身    |
| 15   | 4    | 8    | ブレイクランアウト | 2:37.8 | 1馬身3/4 |
| 16   | 7    | 15   | アーリーロブスト   | 2:39.5 | 大差     |
| 17   | 8    | 17   | アイアンルック     | 2:39.6 | 3/4馬身  |
| 18   | 5    | 9    | ジョーカプチーノ   | 2:43.0 | 大差     |

#### データ
| 1000m通過タイム     | 59.9秒（ジョーカプチーノ） |
| 上がり4ハロン       | 54.4秒                     |
| 上がり3ハロン       | 39.7秒                     |
| 優勝馬上がり3ハロン | 39.2秒                     |

### 払戻
| 単勝式 | 1       | 770円     |
| 複勝式 | 1       | 390円     |
| 複勝式 | 12      | 430円     |
| 複勝式 | 10      | 620円     |
| 枠連   | 1-6     | 1,020円   |
| 馬連   | 1-12    | 3,760円   |
| ワイド | 1-12    | 1,650円   |
| ワイド | 1-10    | 4,090円   |
| ワイド | 10-12   | 3,350円   |
| 馬単   | 1-12    | 7,870円   |
| 3連複  | 1-10-12 | 40,320円  |
| 3連単  | 1-12-10 | 201,960円 |

## 達成された記録
- 不良馬場で行われた東京優駿としては当時としては最速タイム（第32回2:37.5、第36回2:35.1。この記録は第78回の2:30.5に塗り替えられている）。
  - グレード制導入後では、勝ちタイム自体は同レース最遅記録となっている[2]（2024年現在）
- タニノギムレット（第69回）・ウオッカ（第74回）父仔に続く、史上6組目の父仔2代での東京優駿制覇。
- イギリス半血馬血統（ブリティッシュ・ハーフブレッド）の牝系を持つ馬として史上初めて八大競走を制した。
- 騎手の横山典弘・調教師の萩原清・馬主久米田正明は東京優駿初勝利。久米田は初所有馬で東京優駿初出走初勝利。

## その他
- 皐月賞二桁着順からダービーを制覇したのは第53回優勝馬ダイナガリバー以来23年ぶり。
- 皐月賞14着からダービーを制覇したのは第36回優勝馬ダイシンボルガード以来40年ぶり。第32回優勝馬キーストンも皐月賞14着から不良馬場のダービーを優勝している。
- 美浦トレーニングセンター所属馬としてダービーを制覇したのは第64回優勝馬のサニーブライアン以来12年ぶり。美浦所属騎手としてダービーを制覇したのは第64回勝利騎手の大西直宏以来12年ぶり。
- 関東所属馬としてクラシックを制覇したのは第64回皐月賞優勝馬のダイワメジャー以来5年ぶり。
- 今回の東京優駿では北島三郎がプレゼンターおよび国歌斉唱を担当した。
- 東京優駿は翌年より国際競走に指定されたため、この競走が国際GⅠとしてではない最後の日本ダービーとなっている